# Call to Arms
Call to Arms — тактическая и стратегическая компьтерная игра в реальном времени, разработанная немецкой компанией Digitalmindsoft как духовный преемник серии «В тылу врага». Она была выпущена в раннем доступе в Steam 30 июля 2015 года.
Polygon и PC Gamer включили Call to Arms до выхода в свои списки 100 лучших игр, которые будут выпущены в 2015 году.

## Игровой процесс
Call to Arms — это тактическая и стратегическая игра в реальном времени. В игровом режиме «Превосходство» каждая команда должна захватить стратегические точки на карте. Первая команда, набравшая большее количество очков, побеждает в раунде. В игре есть боты, обладающие искусственным интеллектом. В Call to Arms предусмотрено 12 транспортных средств и 60 единиц оборудования.

## Разработка
Компания Digitalmindsoft анонсировала Call to Arms на своём веб-сайте в декабре 2012 года, назвав его преемником серии «В тылу врага».
Компания запланировала две игровые фракции и ряд других функций на запуске, а затем расширить контент. Digitalmindsoft планировала, что фракции в игре будут асимметричными, интересными и справедливыми. Компания также планировала позволить игроку управлять действиями юнита в виде от третьего лица, подобно «В тылу врага 2: Штурм», а также создавать игрокам свои собственные моды для игры.

## Продажи
Летом 2018 года, благодаря уязвимости в защите Steam Web API, стало известно, что точное количество пользователей сервиса Steam, которые играли в игру хотя бы один раз, составляет 436 655 человек.